# Tonny Brochmann
Tonny Brochmann Christiansen (Horsens, 11 agosto 1989) è un calciatore danese, centrocampista dell'Horsens fS.

## Caratteristiche tecniche
È un centrocampista centrale offensivo. Il suo piede è il destro. Dotato di un buon passo e di una buona tecnica, possiede anche una notevole visione di gioco.

## Carriera

### Club
Brochmann ha iniziato la carriera con la maglia dell'Horsens, per cui ha debuttato nella Superligaen l'8 agosto 2010, sostituendo Thomas Kortegaard nel pareggio a reti inviolate contro il Randers.
Il 6 agosto 2011 è stato reso noto il suo passaggio ai norvegesi del Sogndal. Il 7 agosto ha esordito nell'Eliteserien, subentrando a Cato Hansen nel pareggio per 1-1 sul campo del Vålerenga.
Il 5 dicembre 2014 ha firmato ufficialmente un contratto biennale con il Sandnes Ulf, valido a partire dal 1º gennaio 2015. Il 4 gennaio 2016 ha rescisso consensualmente l'accordo che lo legava al club.
Libero da vincoli contrattuali, in data 1º marzo 2016 ha firmato un contratto con il Jerv ed ha scelto di indossare la maglia numero 89. Il 24 ottobre successivo ha ricevuto la candidatura come miglior giocatore del campionato al premio Kniksen, andato poi a Pontus Engblom.
Il 21 dicembre 2016 è passato ufficialmente allo Stabæk, firmando un contratto valido a partire dal 1º gennaio 2017.
Il 15 agosto 2018 è stato acquistato dal Mjøndalen. L'11 luglio 2021 ha rescisso il contratto che lo legava al club.
Il 20 luglio 2021 ha fatto ritorno all'Horsens, a cui si è legato con un accordo annuale.

## Statistiche

### Presenze e reti nei club
Statistiche aggiornate all'11 luglio 2021.
| Stagione         | Club             | Campionato       | Campionato | Campionato | Coppe nazionali | Coppe nazionali | Coppe nazionali | Coppe continentali | Coppe continentali | Coppe continentali | Supercoppe | Supercoppe | Supercoppe | Totale | Totale |
| Stagione         | Club             | Comp             | Pres       | Reti       | Comp            | Pres            | Reti            | Comp               | Pres               | Reti               | Comp       | Pres       | Reti       | Pres   | Reti   |
| ---------------- | ---------------- | ---------------- | ---------- | ---------- | --------------- | --------------- | --------------- | ------------------ | ------------------ | ------------------ | ---------- | ---------- | ---------- | ------ | ------ |
| 2009-2010        | Horsens          | 1D               | 3          | 1          | CD              | ?               | ?               | -                  | -                  | -                  | -          | -          | -          | 3+     | 1+     |
| 2010-2011        | Horsens          | SL               | 5          | 0          | CD              | 1+              | 0+              | -                  | -                  | -                  | -          | -          | -          | 6+     | 0+     |
| ago.-dic. 2011   | Sogndal          | ES               | 12         | 1          | CN              | -               | -               | -                  | -                  | -                  | -          | -          | -          | 12     | 1      |
| 2012             | Sogndal          | ES               | 25         | 5          | CN              | 1               | 0               | -                  | -                  | -                  | -          | -          | -          | 26     | 5      |
| 2013             | Sogndal          | ES               | 1          | 0          | CN              | 0               | 0               | -                  | -                  | -                  | -          | -          | -          | 1      | 0      |
| 2014             | Sogndal          | ES               | 17         | 1          | CN              | 2               | 1               | -                  | -                  | -                  | -          | -          | -          | 19     | 2      |
| Totale Sogndal   | Totale Sogndal   | Totale Sogndal   | 55         | 7          |                 | 3               | 1               |                    | -                  | -                  |            | -          | -          | 58     | 8      |
| 2015             | Sandnes Ulf      | 1D               | 23         | 1          | CN              | 1               | 0               | -                  | -                  | -                  | -          | -          | -          | 24     | 1      |
| 2016             | Jerv             | 1D               | 28+4       | 9+2        | CN              | 2               | 0               | -                  | -                  | -                  | -          | -          | -          | 34     | 11     |
| 2017             | Stabæk           | ES               | 30         | 8          | CN              | 1               | 1               | -                  | -                  | -                  | -          | -          | -          | 31     | 9      |
| gen.-ago. 2018   | Stabæk           | ES               | 16         | 3          | CN              | 3               | 0               | -                  | -                  | -                  | -          | -          | -          | 19     | 3      |
| Totale Stabæk    | Totale Stabæk    | Totale Stabæk    | 46         | 11         |                 | 4               | 1               |                    | -                  | -                  |            | -          | -          | 50     | 12     |
| ago.-dic. 2018   | Mjøndalen        | 1D               | 11         | 3          | CN              | -               | -               | -                  | -                  | -                  | -          | -          | -          | 11     | 3      |
| 2019             | Mjøndalen        | ES               | 29         | 8          | CN              | 3               | 0               | -                  | -                  | -                  | -          | -          | -          | 32     | 8      |
| 2020             | Mjøndalen        | ES               | 21         | 2          | -               | -               | -               | -                  | -                  | -                  | -          | -          | -          | 21     | 2      |
| gen.-lug. 2021   | Mjøndalen        | ES               | 9          | 1          | CN              | -               | -               | -                  | -                  | -                  | -          | -          | -          | 9      | 1      |
| Totale Mjøndalen | Totale Mjøndalen | Totale Mjøndalen | 70         | 14         |                 | 3               | 0               |                    | -                  | -                  |            | -          | -          | 73     | 14     |
| 2021-2022        | Horsens          | 1D               | 0          | 0          | CD              | 0               | 0               | -                  | -                  | -                  | -          | -          | -          | 0      | 0      |
| Totale Horsens   | Totale Horsens   | Totale Horsens   | 8          | 1          |                 | 1+              | 0+              |                    | -                  | -                  |            | -          | -          | 9+     | 1+     |
| Totale           | Totale           | Totale           | 230+4      | 43+2       |                 | 13+             | 2+              |                    | -                  | -                  |            | -          | -          | 247+   | 47+    |